# Ernesto Sabbatini
Pour les articles homonymes, voir Sabbatini.
Ernesto Sabbatini (Padoue, 8 septembre 1878 - Milan, octobre 1954) est un  acteur italien qui s'est révélé pendant la période Fasciste, apparaissant dans des films tels que le drame Come le foglie (1934).

## Filmographie partielle
- 1919 : Il principe dell'impossibile de Augusto Genina
- 1933 : Piccola mia de Eugenio De Liguoro
- 1935 : Come le foglie de Mario Camerini
- 1936 : L'albero di Adamo de Mario Bonnard
- 1939 : Torna caro ideal de  Guido Brignone
- 1942 : Piazza San Sepolcro de Giovacchino Forzano
- 1942 : Le Roman d'un jeune homme pauvre (Romanzo di un giovane povero) de Guido Brignone
- 1943 : Non mi muovo! de  Eduardo De Filippo
- 1943 : Il romanzo di un giovane povero de Guido Brignone
- 1943 :  Grattacieli de Guglielmo Giannini
- 1945 : Sept femmes, sept destins (Nessuno torna indietro) d'Alessandro Blasetti
- 1946 : Rocambole  de Jacques de Baroncelli
- 1946 : La rivincita di Baccarat de Jacques de Baroncelli (1946)
- 1949 : La mano della morta de  Carlo Campogalliani
- 1954 : Avanzi di galera de Vittorio Cottafavi
- 1955 : Foglio di via de Carlo Campogalliani